# 플레밍 헬베그라르센
크누드 플레밍 헬베그라르센(덴마크어: Knud Flemming Helweg-Larsen, 1911년 7월 20일 ~ 1946년 1월 5일)은 덴마크의 군인이다.
제2차 세계 대전이 진행 중이던 1940년부터 1945년까지 독일의 무장친위대에서 복무했다. 제2차 세계 대전 종전 이후에 벌어진 카를 헨리크 클레멘센(Carl Henrik Clemmensen) 암살 사건에 연루되어 덴마크 경찰에 의해 체포되었다. 1946년 1월 5일에는 살인 혐의로 사형을 선고받았다.